# Amsacta insolata
Amsacta insolata là một loài bướm đêm thuộc phân họ Arctiinae, họ Erebidae.